# 윤근수 사당
윤근수 사당(尹根壽 祠堂)은  조선시대 중기의 문신이자 학자인 윤근수(尹根壽, 1537년~1616년)를 모시는 사당이다. 대한민국 경기도 양주시 옥정동에 있다. 2001년 7월 27일 양주시의 향토유적 제16호로 지정되었다.

## 개요
윤근수는 조선 중기의 문인이자 학자이다.
본관 해평(海平). 자 자고 (子固). 호 월정(月汀), 외암(畏菴).시호 문정(文貞).군자감정 변의 아들이며 두수(斗壽)의 아우이다. 그는 문장과 글씨에 뛰어났으며 특히 글씨는 영화체(永和體)라 하여 칭송이 자자했다. 성리학에 밝아 성혼(成渾), 이이(李珥)등과 교유하였다. 저서에 《월정집(月汀集)》《월정만필(月汀漫筆)》《조천록(朝天錄)》《사서초석(四書吐釋)》등이 있다.
원래의 사당은 소실되어 주춧돌만 남아 있던 것을 1990년 10월에 다시 지어 현재에 이르렀다. 삼문의 솟을 대문에는 태극문양이 그려져 있고 대문 좌우로는 붉은 벽돌담이 둘러져 있다. 그의 시호를 딴 “문정문"이란 현판이 걸려 있는 삼문을 지나면 본당인 사당이 위치하고 있다. 현판에는 그의 호를 따 "월정사"라 하였다.

## 같이 보기
- 윤근수